# 2434 Bateson
2434 Bateson eller 1981 KA är en asteroid i huvudbältet som upptäcktes den 27 maj 1981 av det nyzeeländska astronomparet Pamela M. Kilmartin och Alan C. Gilmore vid Mount John University Observatory. Den är uppkallad efter den nyzeeländska astronomen Frank M. Bateson..
Asteroiden har en diameter på ungefär 16 kilometer.